# نادکوله
نادکوله (به لاتین: Nadkole) یک روستا در لهستان است که در گمینا ووخوو واقع شده‌است. نادکوله ۹۰ نفر جمعیت دارد.